# Šoštanj
Šoštanj (njemački: Schönstein) je grad i središte istoimene općine u sjevernoj Sloveniji, sjeverozapadno od Celja. Grad pripada pokrajini Štajerskoj i statističkoj regiji Savinjskoj.

## Stanovištvo
Prema popisu stanovništva iz 2002. godine Šoštanj je imao 2.793 stanovnika.

## Vanjske poveznice
- Službena stranica općine
- Satelitska snimka grada  Arhivirana inačica izvorne stranice od 29. srpnja 2017. (Wayback Machine)